# Madagaskarskie zarośla cierniste
Madagaskarskie zarośla cierniste (ang. Madagascar spiny thickets, AT1311) – ekoregion na południowym zachodzie Madagaskaru. Stanowi siedlisko istotnej części endemicznych gatunków roślin tej wyspy i jest wymieniony jako jeden z 200 najważniejszych regionów ekologicznych na świecie.

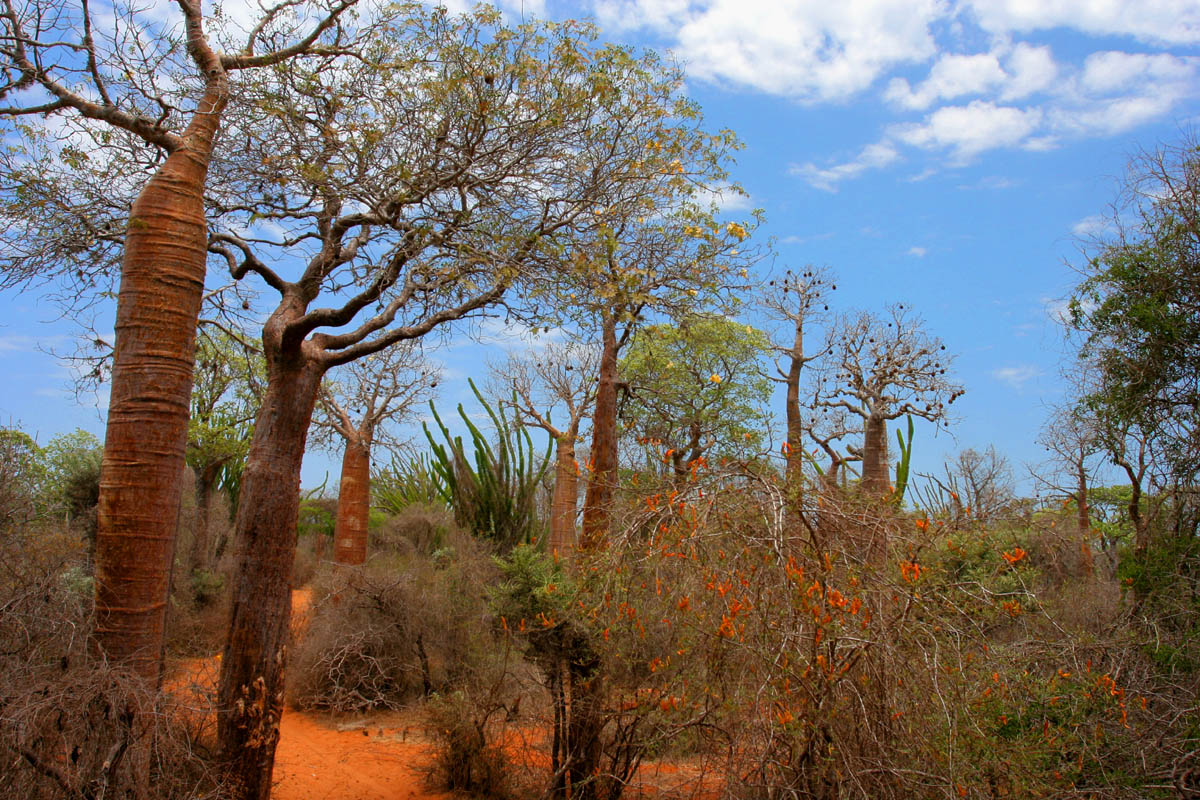
Formacja z udziałem baobabów w pobliżu Ifaty na Madagaskarze

## Flora
Około 95% gatunków flory jest endemiczne, co czyni go wyjątkowym ekoregionem na Madagaskarze. Wiele roślin wykazuje ekstremalne przystosowanie do suszy. Najbardziej charakterystycznym drzewem formacji jest baobab. We florze dominują przedstawiciele rodzin osoczynowatych, wilczomleczowatych, nanerczowatych i bobowatych.

## Fauna

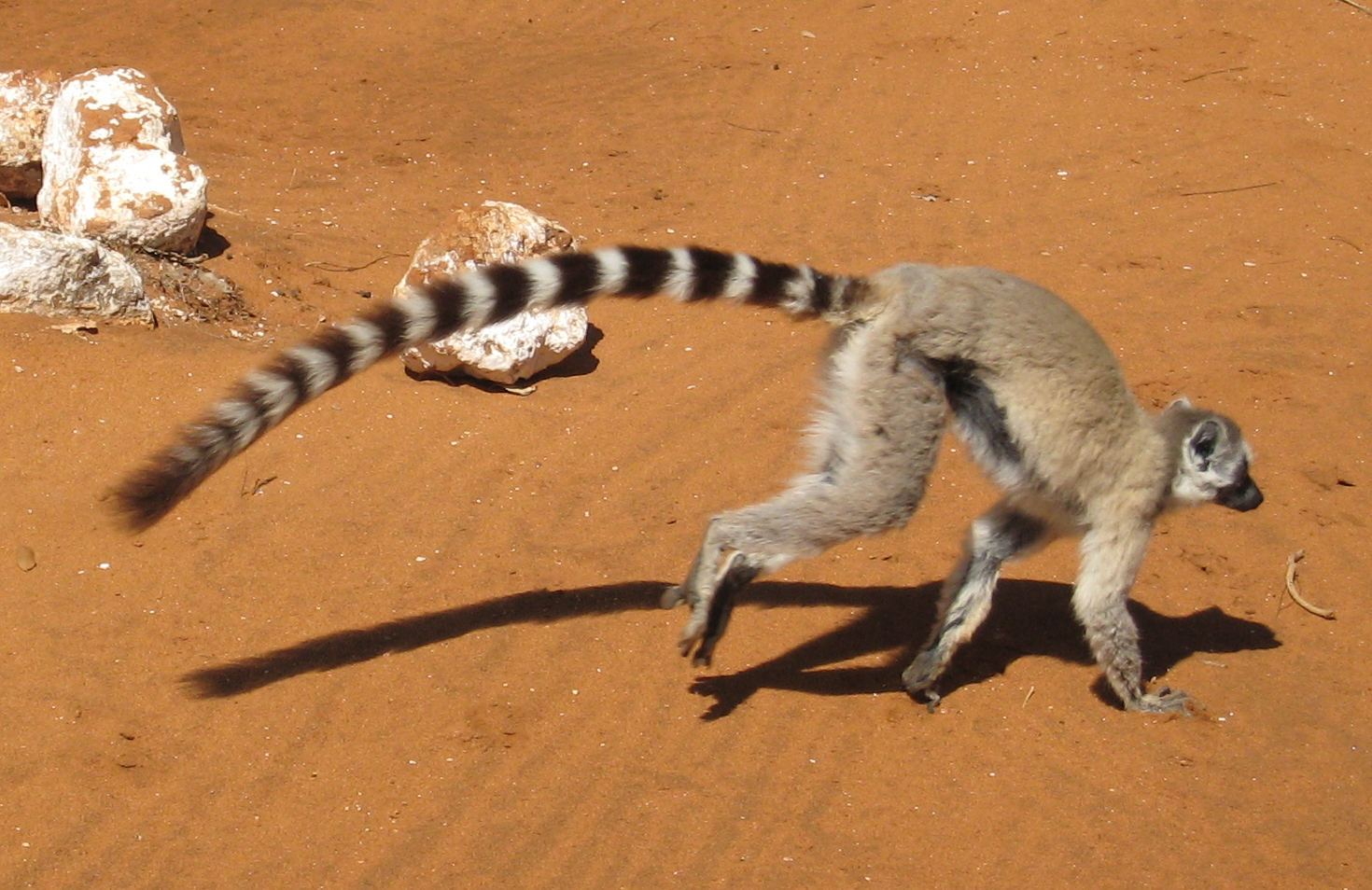
Lemur katta w rezerwacie Berenty

Lokalną faunę tworzą m.in. żółw pajęczynowy (Pyxis arachnoides) i żółw promienisty (Astrochelys radiata), gekon Ebenavia maintimainty, drapieżny ssak pasówka kolczasta (Galidictis fasciata grandidieri), kilka gatunków lemurów, w tym lepilemur białostopy (Lepilemur leucopus) i sifaka biała (Propithecus verreauxi), oraz osiem endemicznych gatunków ptaków np. kuja mała (Coua verreauxi), wanga maskowa (Calicalicus rufocarpalis) czy lemurka samotna (Newtonia archboldi).

## Ochrona
Parki narodowe i rezerwaty chronią 8,31% ekoregionu, są to m.in. Park Narodowy Tsimanampetsotsa, Rezerwat Berenty, Rezerwat Beza Mahafaly i Rezerwat specjalny Cap Sainte Marie, Park Narodowy Andohahela. Arboretum d’Antsokay to ogród botaniczny w pobliżu Toliary poświęcony ochronie flory formacji. Niechronione siedliska zarośli znajdują się pod silną presją. Główne działania, które mają negatywny wpływ na formację to wypalanie w celu przekształcenia w pastwiska, pozyskiwanie węgla drzewnego i drewna opałowego oraz pozyskiwanie drewna pod budowę.